# 赵次公
赵次公，南越国第三代君主赵婴齐的儿子，第四代君主赵兴和第五代君主赵建德的兄弟。据西汉司马迁所撰的《史记》记载，前122年，南越国第二代君主赵眜去世，其儿子赵婴齐即位。西汉汉武帝多次派使者到南越国，劝告赵婴齐到长安朝见汉武帝。赵婴齐惧怕进京后，汉武帝会吞并南越国，因此以有病为借口，一直未去长安，只派遣儿子赵次公去长安作为质子。